# 육군화생방학교
육군화생방학교(陸軍化生放學校, 영어: R.O.K Army CBRN School)는 대한민국의 군사교육기관으로, 전라남도 장성군에 있다. 보병학교, 공병학교, 포병학교, 기계화학교 등과 함께 상무대로 통칭된다. 초급 화생방 장교, 초급 화생방 부사관, 화생방 · 제독 · 탐측 · 연막 · 작전통제 특기를 맡는 특기병을 교육한다.

## 역사
1953년에 화학 병과의 출범과 함께 6월 26일 경기도 양주군에 설치된 화학교육대가 학교의 모태이다. 1958년에 화학학교로 승격되었고, 그 뒤 광주시 상무지구로 이동하였고 1994년 전라남도 장성군으로 다시 이동했다.
2012년 화학병과가 화생방병과로 개칭되면서 육군화학학교에서 육군화생방학교로 교명이 변경되었다.

## 같이 보기
- 상무대
  - 육군보병학교
  - 육군포병학교
  - 육군기계화학교
  - 육군공병학교
- 미국 육군 CBRN 학교